# Ekaterina Pavlovna Korčagina-Aleksandrovskaja
Ekaterina Pavlovna Korčagina-Aleksandrovskaja (in russo Екатерина Павловна Корчагина-Александровская?; Kostroma, 23 dicembre 1874 – Leningrado, 15 gennaio 1951) è stata un'attrice russa, tra le più prolifiche attrici teatrali russe dell'epoca, che sopravvisse a tre rivoluzioni russe e a tre guerre, interpretando più di quattrocento ruoli a teatro. Al cinema si dedicò meno, prendendo parte a solo dieci produzioni.

## Biografia
Nata come Ekaterina Pavlovna Korčagina il 23 dicembre 1874 a Kostroma, nord di Mosca, i suoi genitori erano attori professionisti e sin da bambina recitò a teatro con loro. Nel 1887 diede inizio alla sua carriera di attrice professionista sotto il nome d'arte di Olgina. A quel tempo lavorò sia con diverse compagnie teatrali ambulanti, sia con compagnie permanenti di teatri locali in città russe e bielorusse come Arcangelo, Mogilëv, Tula, Tambov. Nel 1883, all'età di diciannove anni, sposò un compagno di recitazione anche lui attore, Vladimir Aleksandrovskij.